# Vezelbundel

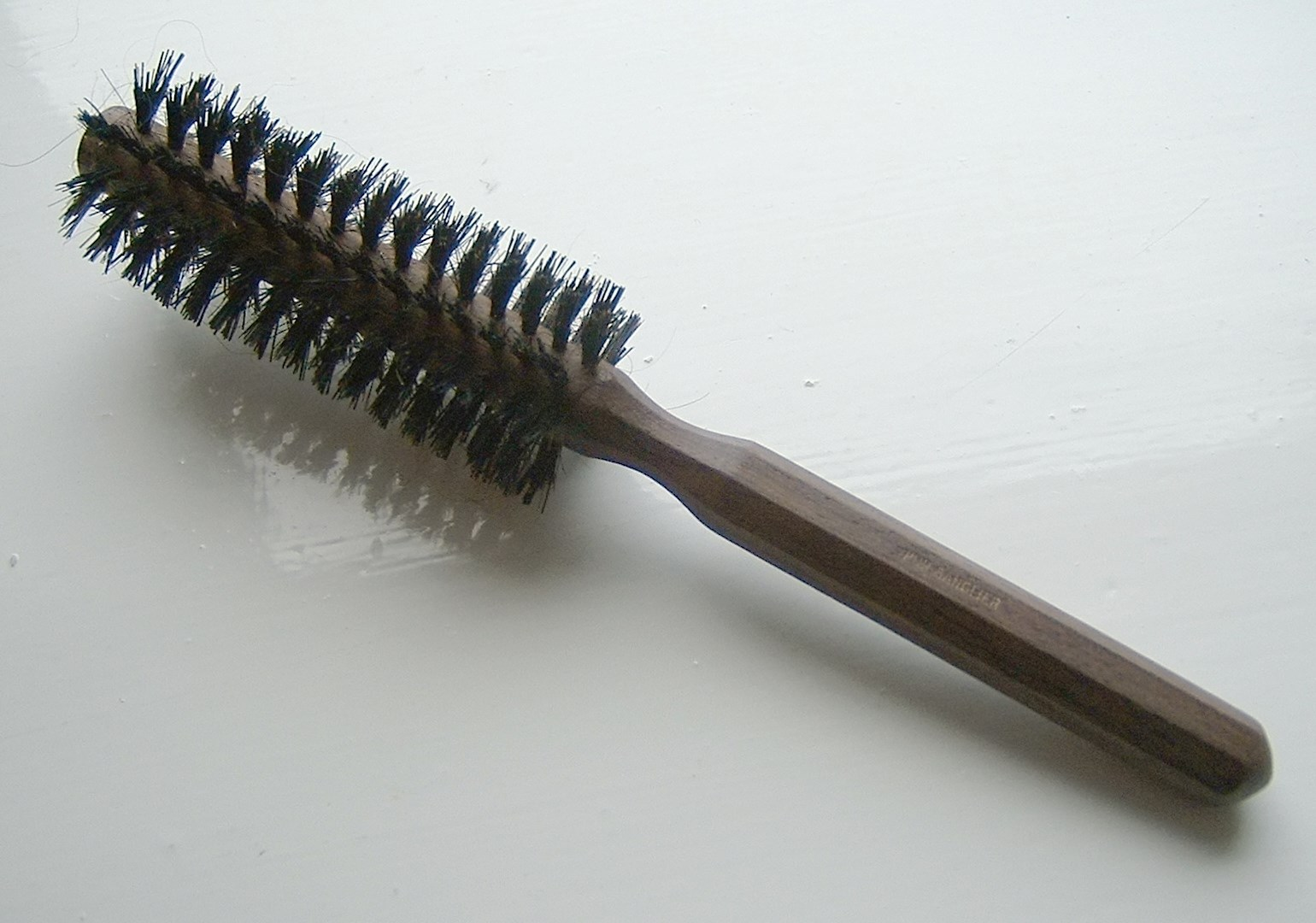
Een cilindrische haarborstel, die de intuïtie achter de term "vezelbundel" laat zien. Deze haarborstel is als een vezelbundel, waarin de basisruimte een cilinder is en de vezels (borstelharen) lijnsegmenten zijn. De afbeelding π:E→B neemt een punt van enige borstelhaar en beeldt deze af op een punt op de cilinder, waar de borstelharen aan de cilinder vastzitten.

In de topologie, een deelgebied van de wiskunde, is een vezelbundel intuïtief een ruimte E die er lokaal "uitziet" als een producttopologie B × F, maar globaal een ander topologische structuur kan hebben. Met name de gelijkenis tussen de vezelbundel E en een productruimte B × F wordt gedefinieerd door gebruik te maken van een continue surjectieve afbeelding
{\displaystyle \pi :E\to B}
die zich in kleine regio's van E net als een projectie van overeenkomstige regio's in B × F op B gedraagt. De afbeelding π, die de projectie of onderdompeling van de bundel wordt genoemd, wordt beschouwd als onderdeel van de structuur van de vezelbundel. De ruimte E staat bekend als de totale ruimte van de vezelbundel, B als de basisruimte en F als de vezel.
In het triviale geval, is E precies gelijk aan B × F, en is de afbeelding π slechts de projectie van de producttopologie op de eerste factor. Dit wordt een triviale bundel genoemd. Voorbeelden van niet-triviale vezelbundels, dat wil zeggen bundels die in het groot zijn gedraaid, zijn onder andere de Möbius-band, de Klein-fles en de niet triviale dekkingsruimten. Vezelbundels zoals de raakbundel van een variëteit en meer in het algemeen vectorbundels spelen een belangrijke rol in de differentiaalmeetkunde en differentiaaltopologie, evenals principale bundels. 